# Argenis Vanegas
Vanegas  Calero est un nom espagnol. Le premier nom de famille, en général paternel, est Vanegas ; le second, en général maternel, souvent omis, est Calero.
Argenis Vargas Calero, né le 12 août 1992,, est un coureur cycliste nicaraguayen.

## Biographie
Figure du cyclisme national, Argenis Vargas a remporté de nombreuses courses au Nicaragua, au Costa Rica et même en Colombie. Il a également représenté à plusieurs reprises son pays dans les années 2010 lors des championnats panaméricains.
En 2022, il devient double champion du Nicaragua, dans la course en ligne et le contre-la-montre. Il réalise de nouveau ce doublé en 2023 et en 2024. 

## Palmarès
- 2014
  - 5e étape de la Vuelta a Guanacaste
  - 3e étape de la Copa Guanacasteca
  - Vuelta al Caribe :
    - Classement général
    - 2e et 3e étapes

  - 5e étape du Tour du Nicaragua
- 2015
  - 1re étape de la Clásica Ciudad de Soacha
  - 5e étape du Tour du Nicaragua
- 2016
  - 2e étape du Torneo de Verano
  - 5e étape du Tour du Nicaragua
- 2017
  - 2e du championnat du Nicaragua sur route
- 2021
  - 2e et 4e étapes du Tour du Nicaragua
  - 2e du Tour du Nicaragua
- 2022
  -  Champion du Nicaragua sur route
  -  Champion du Nicaragua du contre-la-montre
  - Desafio Agualcas
  - 1re étape du Tour du Nicaragua
- 2023
  -  Champion du Nicaragua sur route
  -  Champion du Nicaragua du contre-la-montre
  - Gran Premio Papa Bonomelli
  - 1re et 5e étapes du Tour du Nicaragua
  - 3e du Tour du Nicaragua
- 2024
  -  Champion du Nicaragua sur route
  -  Champion du Nicaragua du contre-la-montre
  - Tour du Nicaragua :
    - Classement général
    - 1re et 3e étapes
- 2025
  -  Champion du Nicaragua sur route
  - 2e du championnat du Nicaragua du contre-la-montre